# Unit construction

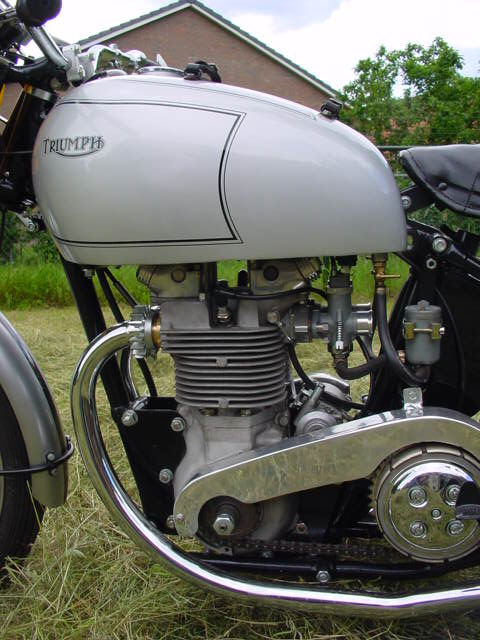
Pre unit: de primaire ketting drijft vanaf de krukas de koppeling en de versnellingsbak aan.

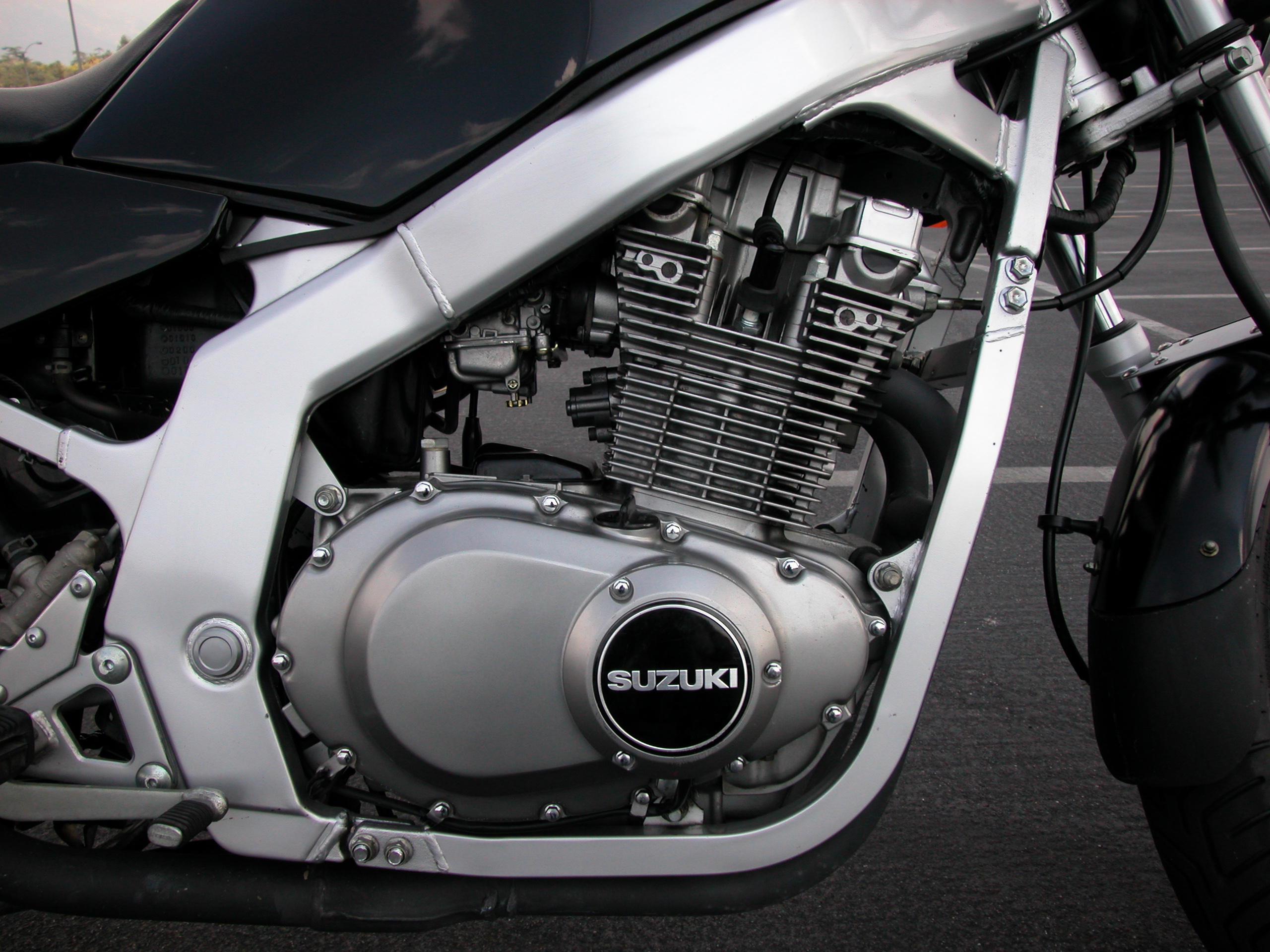
Bij deze Suzuki GS 500 E uit 1997 vormen motorblok, koppeling en versnellingsbak één geheel met een gezamenlijk oliebad.

Unit construction is de naam voor een motorblok van een motorfiets waarbij de versnellingsbak aan de motor vastzit.
Dit principe wordt tegenwoordig vrij algemeen toegepast, met name door Japanse fabrikanten. Meestal gebruikt die versnellingsbak ook de motorolie voor de smering en wordt een natte platenkoppeling gebruikt. Ook wel blokmotor of monoblok genoemd.
Moto Guzzi gebruikt versnellingsbakken die van de motor gescheiden zijn door de koppeling. Dit is dan een droge plaatkoppeling. Hetzelfde geldt voor de boxermotoren en de oudere K-modellen van BMW.
Vanaf het moment dat de Engelse motorfietsmerken Unit construction-blokken gingen maken, noemde men de oude motorblokken, waarbij de losse versnellingsbak met een primaire ketting werd aangedreven, pre unit.
Een tussenoplossing wordt ook weleens toegepast: een aparte versnellingsbak, met een eigen smeersysteem, maar wél vastgeschroefd aan de motor zelf. Dit wordt een semi-unit genoemd.